# Миденбритт, Таави
Таави Миденбритт (эст. Taavi Midenbritt; 14 октября 1989, Кабристе, Пярнумаа) — эстонский футболист, полузащитник, тренер.

## Биография
Воспитанник пярнуского футбола. Взрослую карьеру начал в 2005 году в местном «Вапрусе» в первой лиге Эстонии, сыграл за сезон 11 матчей и стал со своим клубом победителем турнира. В высшем дивизионе дебютировал 5 ноября 2006 года в матче против ТФМК, заменив в перерыве Евгения Новикова. Всего в 2006—2008 годах провёл 13 матчей за «Вапрус» в высшей лиге, в 2009 году продолжал играть за клуб в первой лиге. В дальнейшем, после годичного перерыва в карьере, ещё несколько сезонов выступал в первой лиге за «Пярну ЛМ» и «Вапрус» (Вяндра).
В 2015 году стал главным тренером «Вапруса» (Пярну), когда клуб был возрождён после перерыва в несколько лет. Под его руководством клуб выступал в четвёртой и третьей лиге, оба раза занимал вторые места и получал право на повышение в классе. Перед началом 2017 года «Вапрусу» было предоставлено место в высшей лиге и Миденбритт оставил пост главного тренера, перейдя на должность ассистента. В 2019 году снова назначен главным тренером клуба, первоначально — в тандеме с Калевом Паюла, а затем — единолично. В 2020 году клуб под его руководством победил в первой лиге и в 2021 году выступал в высшей лиге, где занял последнее место. По окончании сезона 2021 года тренер покинул клуб.
По состоянию на 2022 год — главный тренер женской молодёжной сборной Эстонии (до 19 лет). Имеет тренерскую лицензию «В».

## Личная жизнь
Мать Эне (род. 1970) и брат Отт (род. 1996) также занимались футболом.